# Pachyschelus confusus
Pachyschelus confusus es una especie de escarabajo joya del género Pachyschelus, familia Buprestidae. Fue descrita científicamente por Wellso & Manley in Wellso, et al. en 1976.